# 都恒青
都恒青（1933年—），女，浙江杭州人，中国药学家，曾任河南省中医药研究院中药研究所所长，中国药学会理事。